# Drusilla (fille d'Agrippa Ier)
Pour les articles homonymes, voir Drusilla.

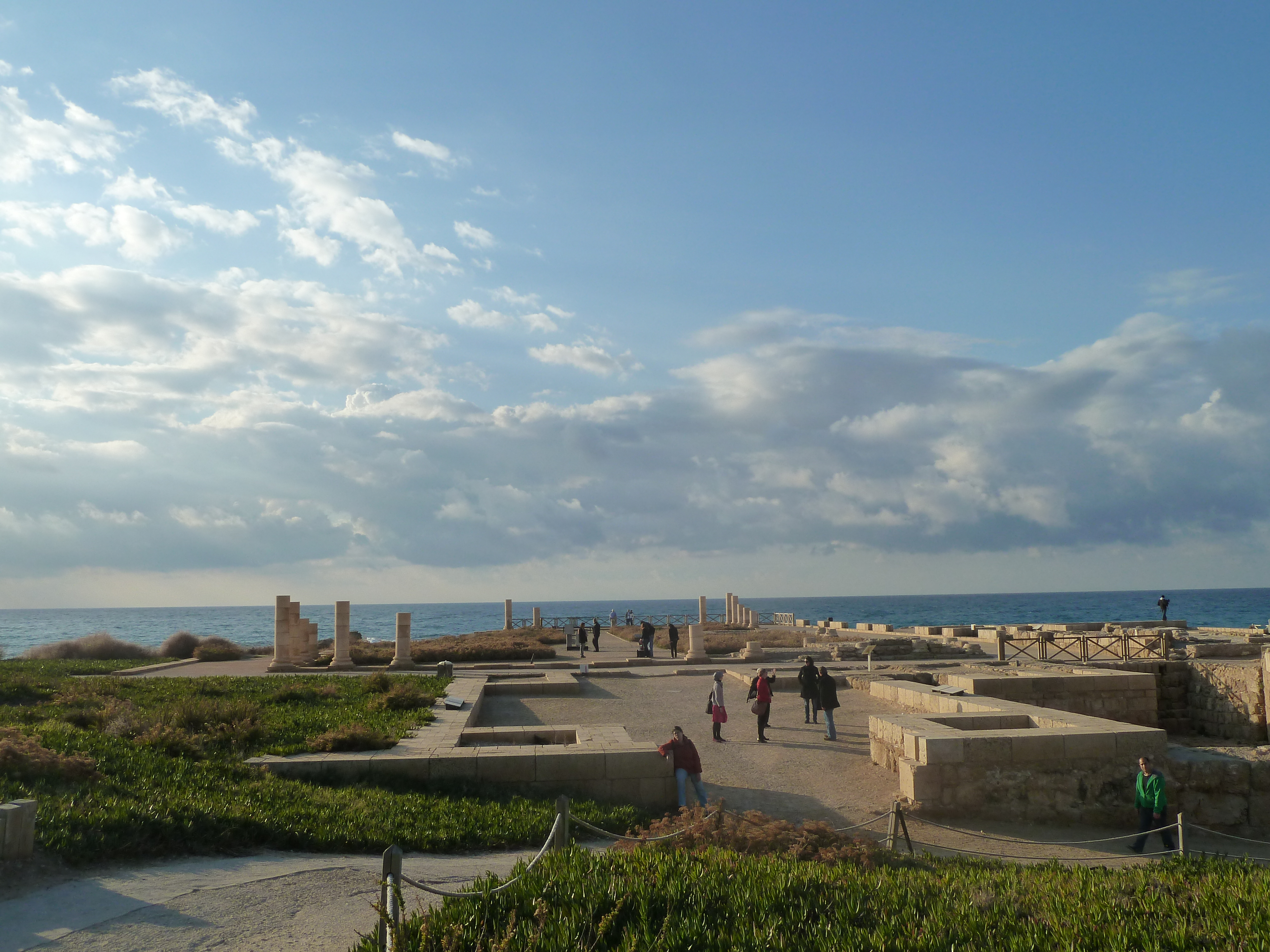
Vestiges du palais hérodien à Césarée.

Drusilla (38 – x) est la fille de Hérode Agrippa Ier et la sœur de Bérénice, Mariamne et Hérode Agrippa II. En 53, elle a d'abord été mariée à Aziz d'Émèse, puis l'a quitté pour se marier au procurateur romain de Judée, Antonius Felix.
Son fils Agrippa, est mort dans l'éruption du Vésuve qui a détruit Pompéi le 24 octobre 79. On ignore le sort de Drusilla alors car la partie du XXe livre des Antiquités judaïques de Flavius Josèphe qui devait relater cet évènement semble ne jamais avoir été publiée.

## Biographie
Alors qu'elle était une toute petite enfant, son père l'avait promise à Antiochus Épiphane, le premier fils du roi Antiochos IV de Commagène, avec comme condition qu'Épiphane embrasse la religion juive. Finalement comme celui-ci ne s'est pas fait circoncire, le mariage n'aura jamais lieu. Elle avait six ans lorsque son père Agrippa Ier est mort à Césarée (44), peut-être empoisonné par le légat de Syrie Marsus,.
Selon Flavius Josèphe, Drusilla et ses sœurs ont été la cible du mépris et de la dérision des habitants grecs de Césarée et samaritains de Sébaste. Ceux-ci descendent dans les rues pour manifester leur joie,. Les plus audacieux prennent d'assaut les jardins royaux d'où ils arrachent les statues des trois filles du roi, Bérénice, Mariamne et Drusilla. Ils les emportent dans des lupanars et miment des actes de viol sur elles.
Lorsque son frère Agrippa II a obtenu l'ancienne tétrarchie de Philippe (la Batanée, avec la Trachonitide et l'Abilène) en 53, elle a cassé l'engagement qui était pris à l'égard d'Antiochus de Commagène. Elle s'est alors mariée à Aziz d'Émèse, à la condition posée par Agrippa II qu'il se fasse circoncire. « Extrêmement belle, Drusilla ne tarde pas à séduire Antonius Felix selon Flavius Josèphe. » Celui-ci est le frère de Pallas et comme ce dernier un affranchi devenu procurateur romain de Judée, ancien esclave d'Antonia Minor, dont il prend le nom (Flavius Josèphe en l'appelant Claudius Felix le considère comme affranchi de Claude). « Mais Félix n'a pas à subir la circoncision ; c'est Drusilla qui renie sa religion. » Drusilla s'est enfuie avec lui et l'a épousé quelque temps plus tard. Ces événements ont fait scandale à l'époque.

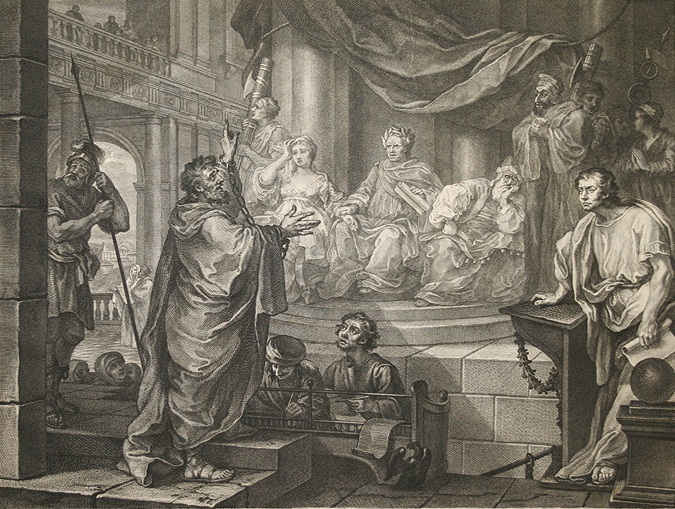
William Hogarth, Paul devant Felix, 1752. Drusilla est assise à la droite de Felix.

Drusilla est brièvement mentionnée dans les Actes des Apôtres, un écrit du Nouveau Testament. Lors d'une audience où comparaît l'apôtre Paul à Césarée, elle se trouve aux côtés de son mari Félix (Actes 24:24).
Son fils Agrippa issu de son mariage avec Antonius Felix, ainsi que son épouse trouvent la mort dans l'éruption du Vésuve qui a détruit Pompéi le 24 octobre 79. Bien que la relation ultérieure de cet événement soit annoncée dans le XXe livre des Antiquités judaïques de Flavius Josèphe, celle-ci ne se trouve pas dans les versions que nous connaissons. Comme quatre autres relations annoncées dans ce XXe et dernier livre sont introuvables dans l’œuvre de Flavius Josèphe, il a été émis l'hypothèse que la fin de cette œuvre avait été tronquée.

## Drusilla et l'apôtre Paul
Lors d'une comparution de l'apôtre Paul, Drusilla se trouve aux côtés de son second mari Antonius Felix. Agrippa Ier le père de Drusilla pourrait être un cousin de l'apôtre Paul et Aristobule IV son grand-père paternel pourrait être un cousin du père de l'apôtre Paul.
- Antipater
  - Hérode Ier le Grand
    - Aristobule IV
      - Agrippa Ier
        - Drusilla

    - Cypros, mariée à Antipater fils de Costobar et Salomé
      - Saül qui pourrait être identifié à l'apôtre Paul[15]

  - Salomé
    - Antipater, fils de Costobar et Salomé, marié à Cypros fille de Hérode Ier le Grand et Mariamne
      - Saül qui pourrait être identifié à l'apôtre Paul[15]

## Drusilla et Thècle
Drusilla connaît Thècle, une disciple de l'apôtre Paul.
- Sampsigéram II, marié à Iotapa
  - Aziz d'Émèse, le premier mari de Drusilla fille d'Agrippa Ier et Cypros (nl)
  - Julia Mamaea, mariée à Polémon II dont la mère Antonia Tryphaena adopte Thècle une disciple de l'apôtre Paul

## Drusilla et Manahen
Drusilla connaît Manahen un disciple de l'apôtre Paul.
- Hérode Ier le Grand
  - Aristobule IV
    - Agrippa Ier
      - Drusilla

  - Hérode Antipas dont un ami d'enfance est Manahen disciple de Paul